# Pradosia lactescens
Pradosia lactescens là một loài thực vật có hoa trong họ Hồng xiêm. Loài này được (Vell.) Radlk. miêu tả khoa học đầu tiên năm 1888.

## Hình ảnh

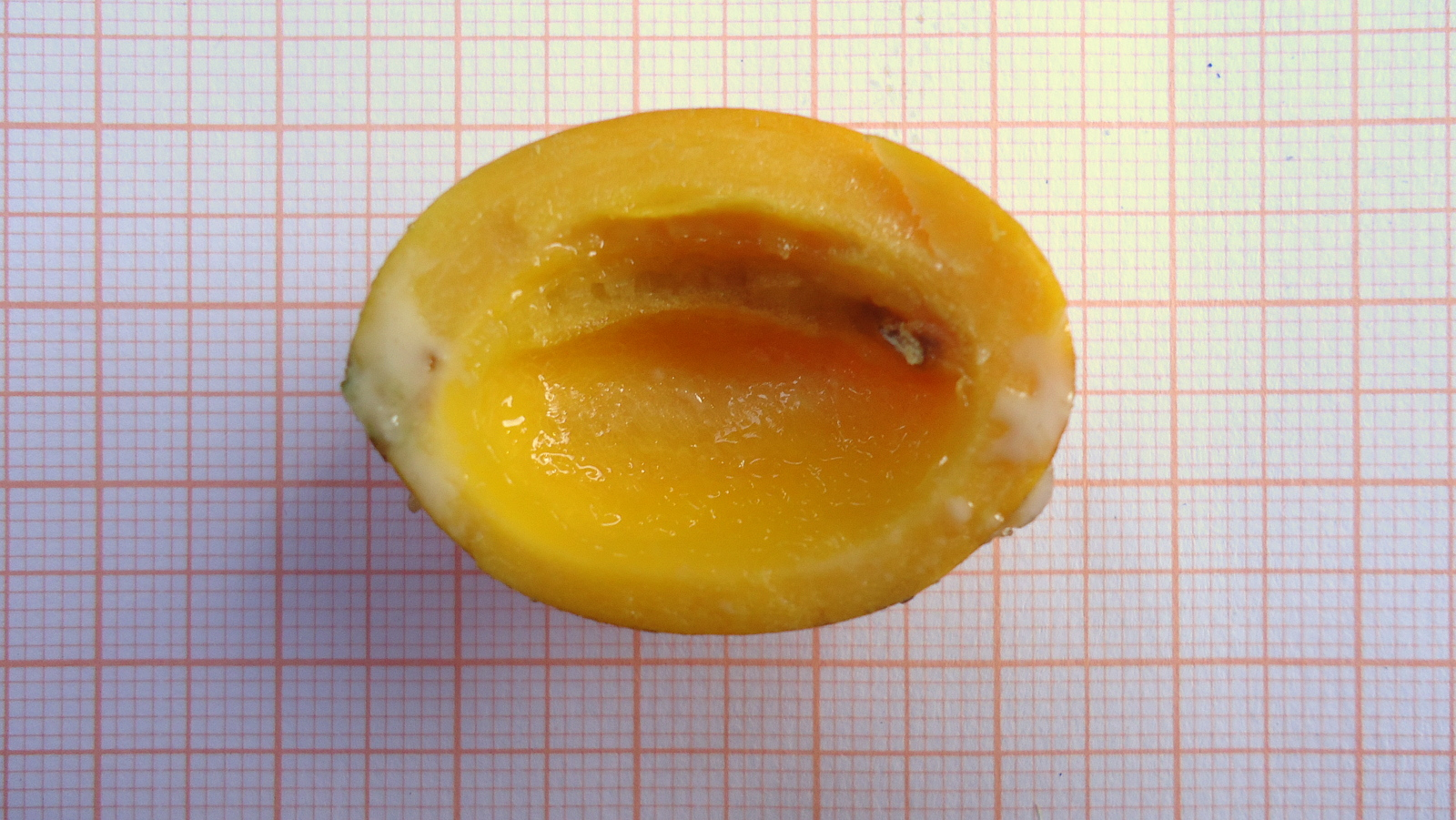
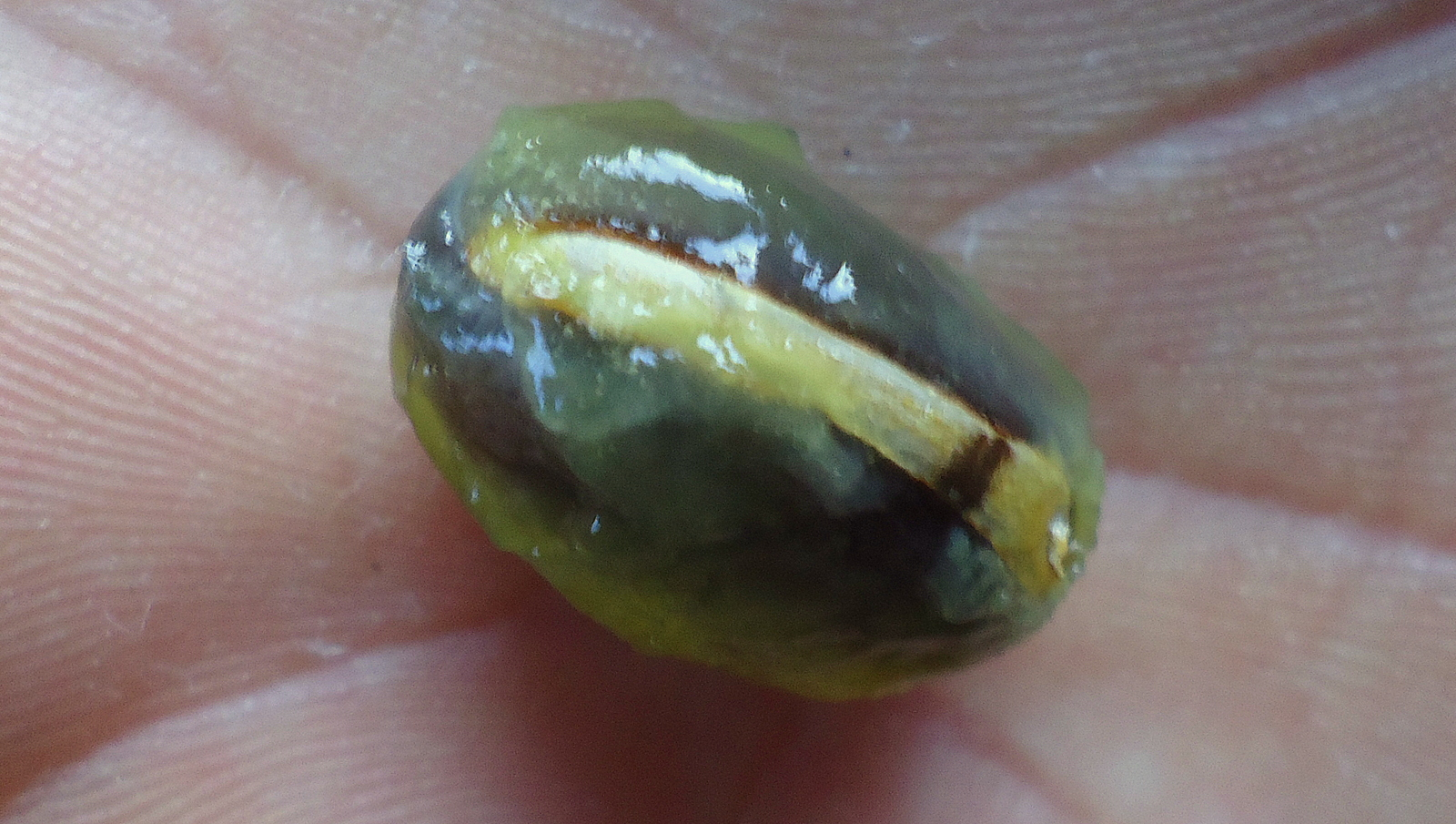
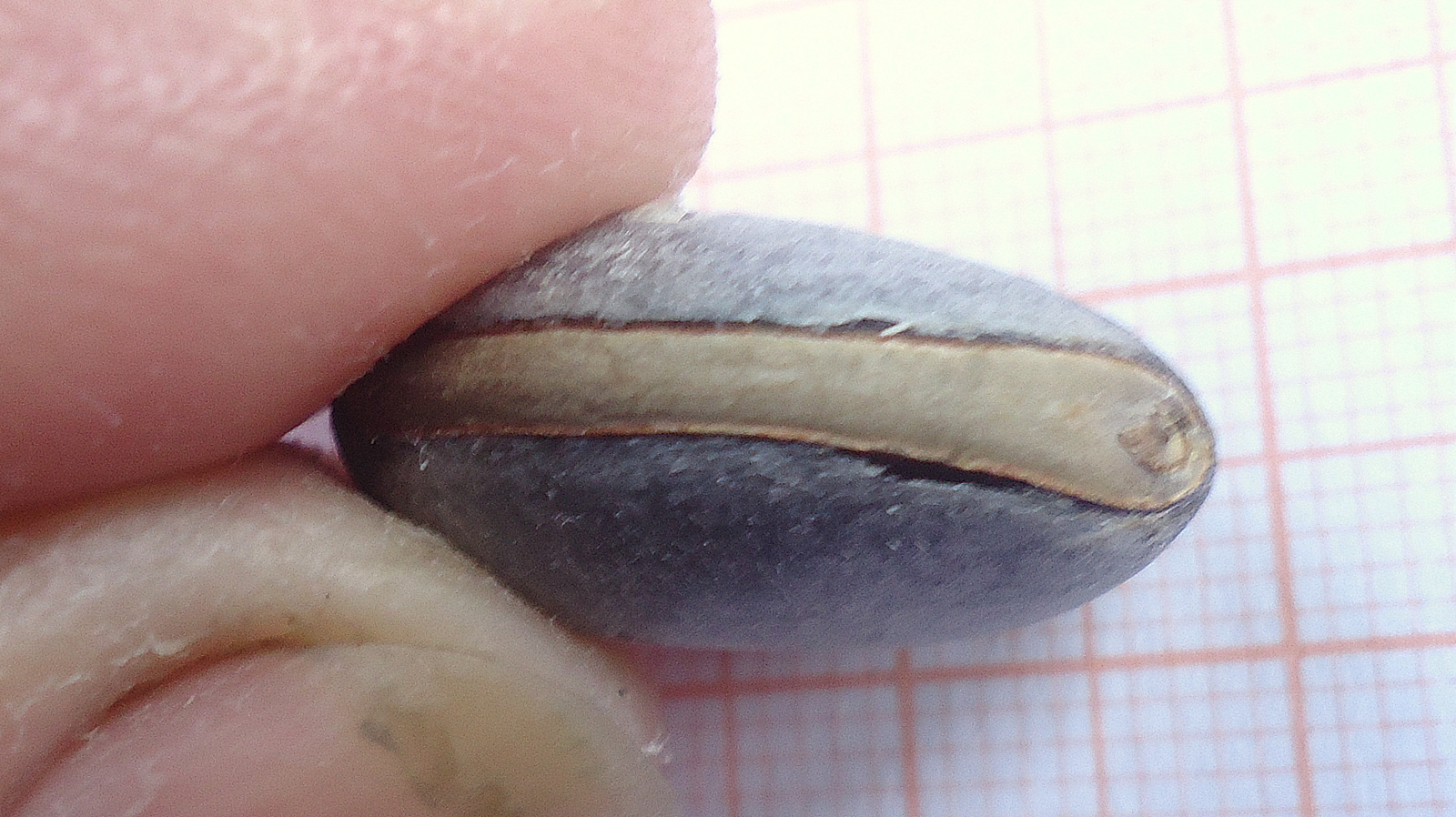
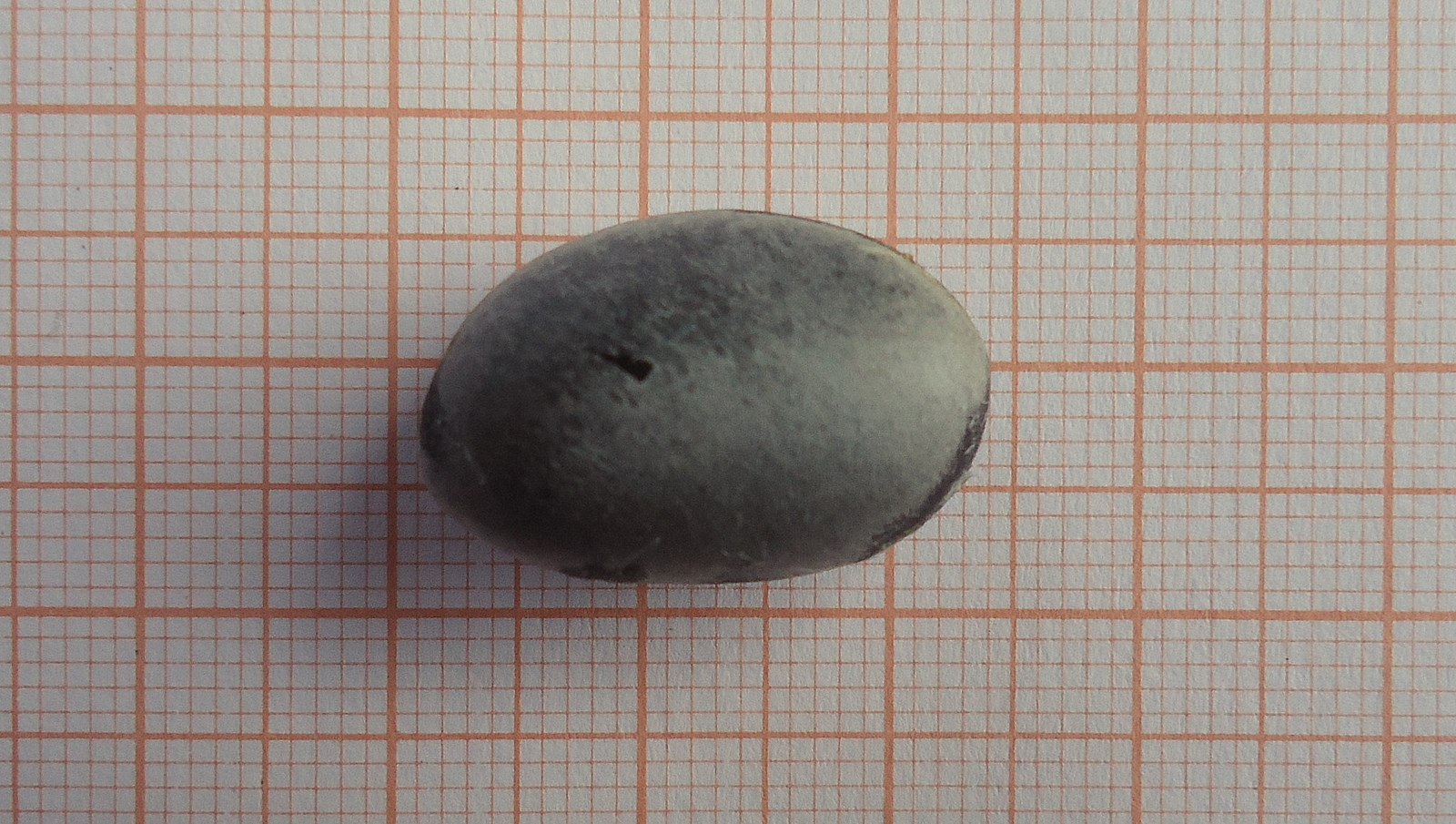